# Colorimetria
La colorimetria è la disciplina che si occupa di normalizzare la misurazione del colore attraverso lo studio dei modelli di colore.

## La percezione dei colori
Il colore è una caratteristica psicofisica soggettiva, cioè esiste solo negli occhi e nel cervello dell'osservatore umano; non essendo una caratteristica propria di un oggetto, si è sentita la necessità di trovare una o più grandezze che potessero renderlo misurabile in modo normalizzato, per poterlo classificare e riprodurre.
A questo proposito si sono mossi degli organismi internazionali come la Commissione internazionale per l'illuminazione (CIE) e l'Optical Society of America (OSA). La prima ha compiuto lavori di rilievo verso la creazione di scale e spazi colorimetrici entro i quali sia possibile eseguire misurazioni che prescindano dalla soggettività e che permettano di eseguire dei calcoli su delle grandezze definite. Gli spazi creati non sono lineari, come prevedibile, poiché dipendono da variabili particolari come la curva di risposta spettrale dei fotorecettori sensibili al colore posti sulla retina dell'occhio e dall'interpretazione del cervello. 
La seconda ha eseguito importanti ricerche sulla non linearità di questi spazi e sulla costruzione di campioni indeformabili di colore definito.
Il colore che consideriamo è una sensazione solo umana, mentre in generale gli animali vedono in modo differente; hanno occhi sensibili a diverse lunghezze d'onda come ad esempio alcuni insetti sono sensibili agli ultravioletti. La visione cromatica è data dall'interpretazione da parte del cervello dell'assorbimento della luce di determinate lunghezze d'onda da parte dei tre tipi di fotorecettori detti coni che sono concentrati sulla retina dell'occhio umano.
I coni sono di tre tipi ognuno dei quali è sensibile ad uno dei tre colori primari: rosso, verde e blu. I tre tipi di coni hanno una diversa risposta allo stimolo luminoso di cui la luce emessa è bianca, cioè ha la stessa intensità a tutte le lunghezze d'onda. Questi tre colori sono detti colori primari per la caratteristica di essere individuati "puri" dagli elementi fotosensibili dell'occhio.
La risposta di ogni tipo di cono è proporzionale all'intensità della luce che lo colpisce solo entro certi limiti: c'è un limite inferiore, al di sotto del quale il cono non è più sensibile (soglia di sensibilità) che non è la stessa per i tre tipi (il blu ha la soglia più bassa) e c'è un limite superiore (soglia di saturazione), al di sopra della quale la risposta è sempre la stessa.
L'occhio umano è in grado di percepire solo tre attributi della luce: la tonalità o tinta (hue), la saturazione (saturation) e la luminosità o brillanza (brightness). Il colore è la risultante di questi tre attributi. Una luce percepita come avente un certo colore (es. giallo) può effettivamente corrispondere a un'unica sorgente o a una sovrapposizione con opportune intensità di emissioni a diverse lunghezze d'onda (fenomeno del metamerismo).
Sovrapponendo tre colori primari di opportune intensità: rosso, verde e blu, (RGB dalle iniziali dei tre colori nella lingua inglese, Red, Green, Blue) è possibile riprodurre qualunque sensazione di colore percepita dall'occhio. Risulta, invece, impossibile riprodurre tutti i colori con modelli di colore di tipo lineare, come ad esempio Hue Saturation Brightness (HSB) o CMYK.
Da tenere conto il fatto che, normalmente, sono riconosciuti colori primari il rosso, blu e giallo. In quanto unendo questi tre colori si riesce ad avere lo spettro del visibile percepita dall'occhio umano.
L'operazione di associare uno o più parametri ad un determinato colore per renderlo misurabile è detta specificazione del colore.

## Formazione e misura del colore

### Fattori colorimetrici per un corpo non autoluminoso
Sono tre i fattori di cui deve essere tenuto conto per una misura colorimetrica:
- Spettro di emissione dell'illuminante
- Spettro di riflettanza dell'oggetto
- Sensibilità spettrale dell'occhio

Lo spettro d'onda emesso dall'illuminante viene riflesso dall'oggetto colorato in base alle proprietà di riflettanza spettrale di quest'ultimo.

### Fattori colorimetrici per un corpo autoluminoso
Sono quattro i fattori di cui deve essere tenuto conto per una misura colorimetrica:
- Spettro di emissione dell'illuminante
- Spettro di riflettanza dell'oggetto
- Spettro di emissione dell'oggetto
- Sensibilità spettrale dell'occhio

Lo spettro d'onda emesso dall'illuminante viene riflesso dall'oggetto colorato in base alle proprietà di emissione e di riflettanza spettrale di quest'ultimo.

### Formazione e misura del colore
In entrambi i casi succitati la radiazione emergente dall'oggetto, detta anche stimolo di colore, giunge all'occhio dove stimola i tre tipi di coni in base alla loro diversa risposta spettrale, a questo punto il segnale arriva attraverso il nervo ottico al cervello che lo interpreta come colore.

## Procedimento della misura del colore
Il procedimento utilizzato nella misura del colore sostanzialmente somma le risposte di stimolo di colore e le normalizza alle curve spettrali di risposta dei fotorecettori sensibili al colore. Come riferimento, vengono utilizzate le curve spettrali codificate dalla CIE, chiamate funzioni colorimetriche (esistono due norme, la prima, del 1931, non tiene conto della visione extrafoveale il secondo, del 1964, ne tiene conto risultando leggermente diverso). Le aree sottese dalle tre curve che si ottengono alla fine del procedimento danno origine a tre valori: le coordinate di tristimolo X, Y e Z legate alle coordinate di cromaticità x ed y da relazioni lineari. I passaggi da uno spazio di colore ad un altro sono dati da determinate relazioni di trasformazione di coordinate.

## Evoluzione
La colorimetria moderna è nata per scopi industriali tra la fine del 1800 e l'inizio del secolo scorso, anche se conosciamo osservazioni che hanno approccio scientifico sul colore ben precedenti, a tale scopo ricordiamo On Colour (Sui colori) dovuto a Isaac Newton. Ha avuto un'ulteriore espansione venendo applicata nel campo della cosmesi per lo studio di ombretti, fondotinta, rossetti e colori per capelli. Ora, oltre a tutte le problematiche legate alla computer grafica e alla riproduzione dei colori, sta prendendo piede anche per l'analisi e la documentazione di superfici antiche, come quadri e intarsi policromi.
Utilizzando tecniche per l'analisi colorimetrica è addirittura possibile arrivare a una prima analisi chimica del materiale superficiale che si sta analizzando, a tale scopo ricordiamo le analisi di risposta spettrale (multispettrale e iperspettrale) analizzano lo spettro di riflettanza di una superficie, tali misure restituiscono come risposta molti più dati di quelli strettamente necessari all'analisi colorimetrica della superficie. Analizzando tali dati con metodi particolari e confrontandoli a quelli opportunamente misurati dai campioni di materiale pigmento puro è possibile avere molte informazioni sull'oggetto studiato.